# Olympische Sommerspiele 2008/Teilnehmer (Niger)
| Gelbes Symbol für Goldmedaillen mit stilisierten Olympischen Ringen | Graues Symbol für Silbermedaillen mit stilisierten Olympischen Ringen | Braundes Symbol für Bronzemedaillen mit stilisierten Olympischen Ringen |
| ------------------------------------------------------------------- | --------------------------------------------------------------------- | ----------------------------------------------------------------------- |
| —                                                                   | —                                                                     | —                                                                       |

Niger war mit der Teilnahme an den Olympischen Sommerspielen 2008 in Peking insgesamt zum 10. Mal bei Olympischen Spielen vertreten. Die Delegation bestand aus 5 Sportlern (2 Männer und 3 Frauen).

## Teilnehmer nach Sportart

### Leichtathletik
- Harouna Garba
Männer, 400 m Hürden
- Rachidatou Seini Maikido
Frauen, 400 m

### Schwimmen
- Mohamed Alhousseini
Männer, 50 m Freistil
- Mariama Souley Bana
Frauen, 50 m Freistil

### Taekwondo
- Lailatou Amadou Lele
Frauen, Klasse bis 57 kg (DSQ)

## Referenzen
- https://www.sports-reference.com/olympics/countries/NIG/summer/2008/